# Weg ohne Grenzen

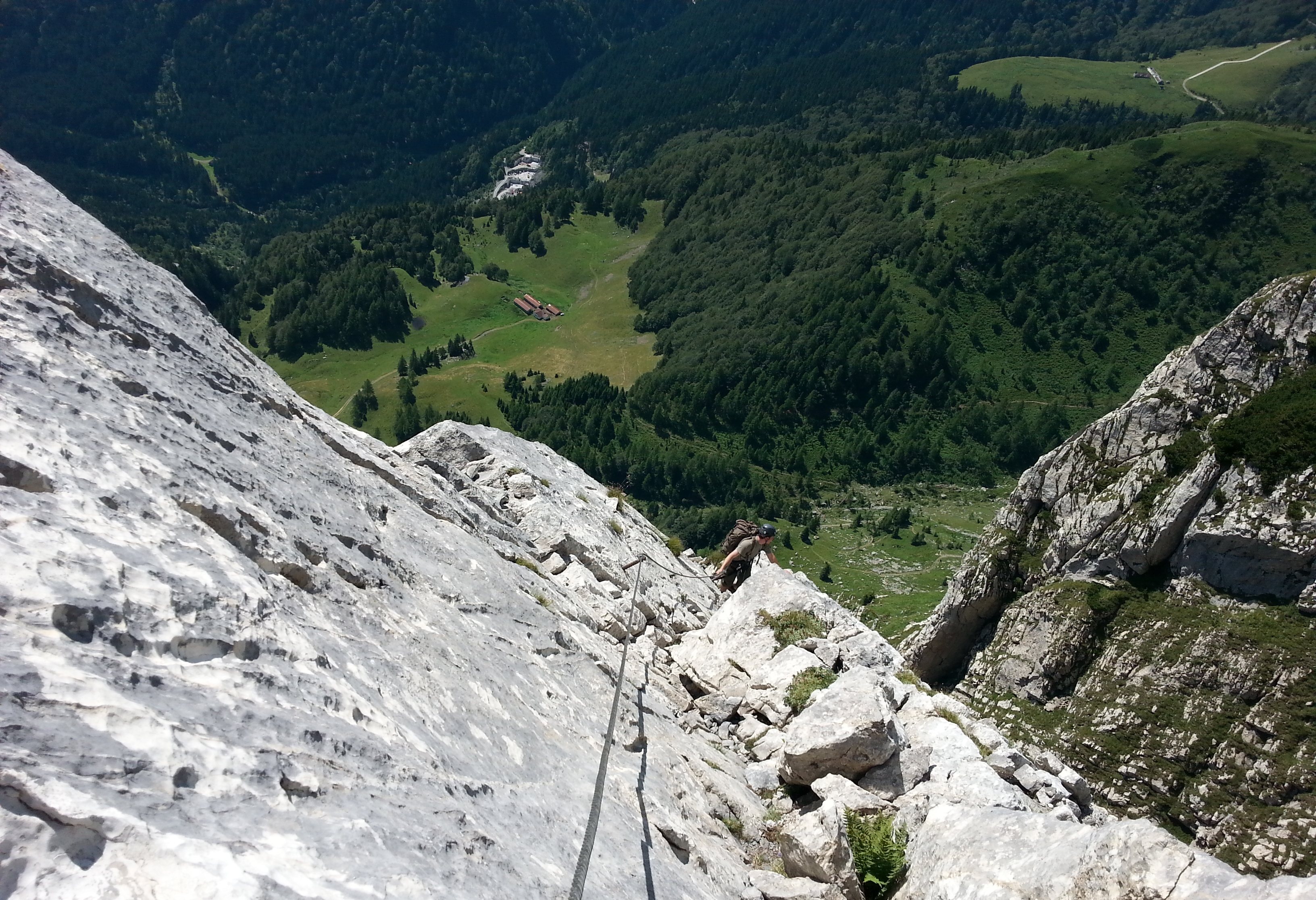
Im Klettersteig

Der Weg ohne Grenzen (italienisch Via Senza Confini) ist ein Klettersteig am Frischenkofel (italienisch Cellon) im Plöckenpassgebiet von Kärnten, Österreich.

## Beschreibung
Der Klettersteig wurde 1995 von Bergführern der Sektion Kötschach-Mauthen des ÖAV von der Cellonschulter über den Südostgrat auf den Gipfelkamm des Frischenkofel angelegt und führt dabei über rund 350 Höhenmeter. Er gilt aufgrund seiner anspruchsvollen Aussicht und exponierten Kletterstellen, als einer der bekanntesten und meistbegangenen Steige am Plöckenpass. Seine Schwierigkeitsbemessung ist meistens B/C, die Schlüsselstellen sind mit D bewertet.
Der Einstieg befindet sich östlich des geschichtsträchtigen Klettersteigs Steinbergerweg, welcher durch die Ostrinne zum Gipfelbereich des Frischenkofel führt; aufgrund seiner grasdurchsetzten und brüchigen Felspassagen verlor er jedoch nach Fertigstellung des Weg ohne Grenzen an Bedeutung.
Erreicht wird die Cellonschulter über den auf italienischer Seite verlaufenden Normalweg, oder die vom Plöckenpass direkt auf die Schulter führenden Klettersteige Oberst Gressel und Cellonstollen.